# Horrocks (Mondkrater)
Horrocks ist ein Einschlagkrater auf der Mondvorderseite im Nordosten der Wallebene des Hipparchus.
Der Krater ist relativ wenig erodiert, der Kraterrand ist unregelmäßig und scharfkantig. Das Innere weist Spuren von Rutschungen auf.
| Buchstabe | Position         | Durchmesser | Link |
| --------- | ---------------- | ----------- | ---- |
| M         | 4,08° S, 7,58° O | 5 km        |      |
| U         | 3,21° S, 4,69° O | 3 km        |      |

Der Krater wurde 1935 von der IAU nach dem englischen Astronomen Jeremiah Horrocks offiziell benannt.